# Serras d'Aire e Candeeiros
Serras d'Aire e Candeeiros este o arie protejată (sit de importanță comunitară — SCI) din Portugalia întinsă pe o suprafață de 44.226,8 ha, integral pe uscat.

## Localizare
Centrul sitului Serras d'Aire e Candeeiros este situat la coordonatele 39°31′00″N 8°47′47″W / 39.5168°N 8.7963°V.

## Înființare
Situl Serras d'Aire e Candeeiros a fost declarat sit de importanță comunitară în octombrie 1998 pentru a proteja 7 specii de plante și 19 specii de animale.

## Biodiversitate
Situată în ecoregiunea mediteraneană, aria protejată conține 17 habitate naturale: Lacuri eutrofice naturale cu vegetație de tip Magnopotamion sau Hydrocharition, Iazuri temporare mediteraneene, Matorral arborescenți cu Laurus nobilis, Tufărișuri termo-mediteraneene și de pre-deșert, Pajiști carstice calcaroase sau bazofile, de Alysso-Sedion albi, Pajiști uscate seminaturale și facies de acoperire cu tufișuri pe substraturi calcaroase (Festuco-Brometalia) (* situri importante pentru orhidee), Pseudostepă cu ierburi și specii anuale de Thero-Brachypodietea, Pajiști cu Molinia pe soluri calcaroase, turboase sau argilos-nămoloase (Molinion caeruleae), Pajiști umede mediteraneene cu ierburi înalte de Molinio-Holoschoenion, Grohotișuri termofile și vest-mediteraneene, Pante stâncoase calcaroase cu vegetație casmofită, Lespezi calcaroase, Peșteri inaccesibile publicului, Păduri de stejar galițio-portugheze cu Quercus robur și Quercus pyrenaica, Păduri iberice de Quercus faginea și Quercus canariensis, Păduri de Quercus suber, Păduri de Quercus ilex și Quercus rotundifolia.
La baza desemnării sitului se află mai multe specii protejate:
- plante (7): Arabis sadina, Euphorbia transtagana, Iberis procumbens subsp. microcarpa, Juncus valvatus, Narcissus calcicola, Rhynchosinapis erucastrum subsp. cintrana, Silene longicilia
- mamifere (11): liliac cârn (Barbastella barbastellus), vidră de râu (Lutra lutra), liliac cu aripi lungi (Miniopterus schreibersii), liliac cu urechi mari (Myotis bechsteinii), liliac cu urechi de șoarece (Myotis blythii), liliac cărămiziu (Myotis emarginatus), liliac comun (Myotis myotis), liliacul mediteranean cu potcoavă (Rhinolophus euryale), liliacul mare cu potcoavă (Rhinolophus ferrumequinum), liliacul mic cu potcoavă (Rhinolophus hipposideros), liliacul cu potcoavă a lui méhely (Rhinolophus mehelyi)
- nevertebrate (3): croitorul mare al stejarului (Cerambyx cerdo), fluturele auriu (Euphydryas aurinia), rădașcă (Lucanus cervus)
- pești (4): Chondrostoma lusitanicum, Chondrostoma polylepis, Cobitis paludica, Rutilus macrolepidotus
- reptile (1): Mauremys leprosa

Pe lângă speciile protejate, pe teritoriul sitului au mai fost identificate 33 de specii de plante, 8 specii de amfibieni, 14 specii de mamifere, 4 specii de pești, 6 specii de reptile.